# The Midnight Special (émission de télévision)
Pour les articles homonymes, voir Midnight Special.
The Midnight Special est une émission de variétés américaine diffusée sur la chaîne NBC de 1973 à 1981.